# Aibga
Die Aibga (russisch Аибга; abchasisch А́ибӷа) ist ein Berg im Süden Russlands.
Der Berg liegt etwa 5 km südöstlich des Wintersportorts Krasnaja Poljana im westlichen Kaukasus in der Region Krasnodar. Die Msymta umfließt den Bergkamm. Mit einer Höhe von 2509 m ist die Aibga der höchste Berg im Sotschier Nationalpark.